# Shorter (Alabama)
Shorter es un pueblo ubicado en el condado de Macon en el estado estadounidense de Alabama. En el censo de 2000, su población era de 355.

## Demografía
En el 2000 la renta per cápita promedia del hogar era de $ 18.929$, y el ingreso promedio para una familia era de 37.188$. El ingreso per cápita para la localidad era de 10.630$. Los hombres tenían un ingreso per cápita de 26.667$ contra 17.000$ para las mujeres.

## Geografía
Shorter está situado en 32°24′5″N 85°56′36″O / 32.40139, -85.94333 (32.401397, -85.943326)
Según la Oficina del Censo de los EE. UU., la ciudad tiene un área total de 1.72 millas cuadradas (4.46 km²).